# 사람 엔터테인먼트
사람 엔터테인먼트(Saram Entertainment)는 대한민국의 연예 기획사이다.

## 소속 연예인
- 강윤
- 공명
- 김성규
- 김성식
- 김유안
- 김재영
- 데이비드 맥기니스
- 문동혁
- 박규영
- 박예진
- 신주환
- 심달기
- 유나
- 유희제
- 이가섭
- 이기홍
- 이성욱
- 이운산
- 차정원
- 전채은
- 정소리
- 조진웅
- 수영
- 최희서
- 최희진
- 정윤하
- 한예리
- 홍기준
- 정인지
- 심우성
- 이연희

## 제작

### 영화
- 《점쟁이들》 (2012년 개봉)
- 《분노의 윤리학》 (2013년 개봉)

### 드라마
- 《밤에 피는 꽃》 (2024년)